# Ізмаїльський район (1940—2020)
Ізмаї́льський райо́н (з 1940 до 22.02.1941 Ізмаїльський, з 1941 до 21 січня 1959 року Суворовський) — колишній район, який розташовувався у південній частині Одеської області, у дельті річки Дунай, межував зі сторони річки Дунай з Румунією, на півночі та на північному сході  — з Болградським і Білгород-Дністровським районами Одещини. Ліквідований відповідно до постанови Верховної Ради України «Про утворення та ліквідацію районів» від 17 липня 2020 року № 807-IX.

## Географія
Адміністративний центр району — місто обласного підпорядкування Ізмаїл, розташований на лівому березі Кілійського рукава річки Дунай за 280 кілометрів від Одеси і 80 кілометрів від Чорного моря, важлива залізнична станція та морський порт України.

## Історія
До 1940 року територія Ізмаїльського району перебувала в Румунії у складі Ізмаїльського жудця як Кирничанський плас. 28 червня 1940 року цей край приєднали до України.
22 лютого 1941 року в зв'язку з перенесенням районного центру з міста Ізмаїл у село Суворово — Ізмаїльський район був перейменований на Суворовський.
21 січня 1959 року Указом Президії ВР УРСР районний центр був перенесений з села Суворово до міста Ізмаїл та Суворовський район було перейменовано в Ізмаїльський, тоді ж передані до складу району сільради, підпорядковані Ізмаїльській міськраді (див. Адміністративний устрій Одеської області#Історія (1956 р.))
05.02.1965 Указом Президії Верховної Ради Української РСР передано Новоселівську сільраду Ізмаїльського району до складу Кілійського району.

## Адміністративний поділ
Площа району складала 1254 км². В 23 населених пунктах (22 села та смт Суворове) мешкало 52,3 тис. осіб. На території існувало 18 сільських та 1 селищна рада, в яких працювали 393 депутати. В Ізмаїльській райраді — 50 депутатів. Легалізовано районних організацій політичних партій — 69, громадських організацій — 36.

## Економіка
Ізмаїльщина була краєм із традиційно розвинутим великим багатогалузевим сільськогосподарським і переробним виробництвом. У розпорядженні землеробів перебувало понад 78 тисяч гектарів. У районному агропромисловому комплексі після реформування КСП було створено і працювало 667 сільськогосподарських підприємств: 37 кооперативів, 530 фермерських господарств, 8 приватних, 15 ТОВ, 2 ЗАТ, 2 асоціації, 1 державна та 72 інших суб'єктів господарювання.
У 2008 році район за рейтинговими показниками піднявся із 16 місця на 7. В районі функціонувало 667 сільськогосподарських підприємств, які займалися вирощуванням зернових, зернобобових культур, соняшнику, озимого ріпаку. У 2008 році всіма категоріями господарств зібрано 164 308 тон зерна при врожайності 33,1 ц/га. Сільськогосподарські підприємства отримали прибуток у сумі 16 млн. 387,2 тис. гривень, що на 13 млн. 662,2 тис. гривень більше показника минулого року. Виручка від реалізації сільськогосподарської продукції становила 64 млн. 929,3 тис. гривень, рівень рентабельності 35 %. Протягом року було посаджено 137 га нових виноградників. На нових багаторічних плантаціях впроваджувалися новітні технології краплинного зрошення 484 га винограднику і 68 га садів. Передбачалася закладка крапельного зрошування на 400 га молодих виноградників. Сільгосппідприємствами району було придбано 53 одиниці сільськогосподарської техніки, з яких 38 одиниць — вітчизняного виробництва, 15 — іноземного. В районі приділялася увага розвитку галузі тваринництва. В сільгосппідприємствах району були в наявності поголів'я великої рогатої худоби, свиней, овець і кіз, птиці. Функціонувало 3 племінних заводи: в АС ГВ «Прогрес» с. Кам'янка — по розведенню великої рогатої худоби породи «чорноряба» та розведення свиней великої білої породи та вівцеплемзавод в СК «Вікторія» с. Утконосівка з розведення овець Одеського типу м'ясо-вовняного напрямку. Племені підприємства району неодноразово протягом багатьох років виставляли племінний молодняк на обласних та міжнародних виставках та були високо оцінені.
У районі також виконувалися завдання з інших галузей, які позитивно впливали на життя мешканців району. Так, обсяг продукції промисловості у вартісному виразі за 9 місяців 2008 р. перевищив річний запланований обсяг на 57 %.
Перевезення вантажів автотранспортом загального користування було виконано на 96 % від запланованого річного рівня. Загальний обсяг роздрібного товарообігу підприємств за 9 місяців складав 41,1 млн грн., що на 12,5 % більше аналогічного періоду 2007 р. Обсяг реалізації платних послуг у поточних цінах, за 9 місяців 2008 р. склав 3,2 млн грн., що перебільшувало відповідний рівень 2007 р. у 2,1 рази.
У районі приділялася увага розвитку малого та середнього бізнесу. Кількість суб'єктів підприємницької діяльності у 2008 році збільшилась на 176 осіб у порівняні з аналогічним періодом минулого року. Податкових надходжень, що сплачуються суб'єктами малого бізнесу, до зведеного бюджету Ізмаїльського району сплачувалося на суму 4,5 млн грн. (28 %) доходу бюджету. До районного бюджету сплачувалося на загальну суму 4,2 млн грн. (54 %) доходу бюджету.
У районі діяла програма «Власний дім». За період її існування (рішення Одеської обласної ради від 24.04.2003 р. № 32 XXXIV) 43 сільських мешканця району отримали пільгові кредити на загальну суму більше 505,0 тис. грн., з них 16 сімей з с. Стара Некрасівка отримали кредит на газифікацію осель на загальну суму 132,33 тис. грн.

## Населення
Розподіл населення за віком та статтю (2001):
| Стать | Всього | До 15 років | 15-24 | 25-44 | 45-64 | 65-85 | Понад 85 |
| --- | ------ | ----------- | ----- | ----- | ----- | ----- | -------- |
| Чоловіки | 26 354 | 5769        | 4181  | 7657  | 6226  | 2426  | 95       |
| Жінки | 28 338 | 5711        | 3866  | 7557  | 7019  | 3971  | 214      |
| \| Статево-вікова піраміда \| Статево-вікова піраміда \| Статево-вікова піраміда \| \| ----------------------- \| ----------------------- \| ----------------------- \| \| Чоловіки \| Вік \| Жінки \| \| 95 \| 85 + \| 214 \| \| 221 \| 80-84 \| 460 \| \| 417 \| 75-79 \| 903 \| \| 725 \| 70-74 \| 1205 \| \| 1063 \| 65-69 \| 1403 \| \| 1351 \| 60-64 \| 1673 \| \| 1250 \| 55-59 \| 1495 \| \| 1647 \| 50-54 \| 1824 \| \| 1978 \| 45-49 \| 2027 \| \| 2064 \| 40-44 \| 2019 \| \| 1817 \| 35-39 \| 1777 \| \| 1807 \| 30-34 \| 1769 \| \| 1969 \| 25-29 \| 1992 \| \| 1888 \| 20-24 \| 1855 \| \| 2293 \| 15-20 \| 2011 \| \| 2323 \| 10-14 \| 2345 \| \| 1902 \| 5-9 \| 1895 \| \| 1544 \| 0-4 \| 1471 \| |        |             |       |       |       |       |          |
| Статево-вікова піраміда |        |             |       |       |       |       |          |
| Чоловіки | Вік    | Жінки       |       |       |       |       |          |
| 95 | 85 +   | 214         |       |       |       |       |          |
| 221 | 80-84  | 460         |       |       |       |       |          |
| 417 | 75-79  | 903         |       |       |       |       |          |
| 725 | 70-74  | 1205        |       |       |       |       |          |
| 1063 | 65-69  | 1403        |       |       |       |       |          |
| 1351 | 60-64  | 1673        |       |       |       |       |          |
| 1250 | 55-59  | 1495        |       |       |       |       |          |
| 1647 | 50-54  | 1824        |       |       |       |       |          |
| 1978 | 45-49  | 2027        |       |       |       |       |          |
| 2064 | 40-44  | 2019        |       |       |       |       |          |
| 1817 | 35-39  | 1777        |       |       |       |       |          |
| 1807 | 30-34  | 1769        |       |       |       |       |          |
| 1969 | 25-29  | 1992        |       |       |       |       |          |
| 1888 | 20-24  | 1855        |       |       |       |       |          |
| 2293 | 15-20  | 2011        |       |       |       |       |          |
| 2323 | 10-14  | 2345        |       |       |       |       |          |
| 1902 | 5-9    | 1895        |       |       |       |       |          |
| 1544 | 0-4    | 1471        |       |       |       |       |          |

Національний склад населення району за переписом 2001 року.
- українці — 28,9 %
- молдовани — 27,6 %
- болгари — 25,7 %
- росіяни — 16,1 %
- гагаузи — 0,4 %
- цигани — 0,3 %
- білоруси — 0,2 %

Етномовний склад населених пунктів району за переписом 2001 р. (рідна мова населення)
|                     | українська | молдовська | болгарська | російська | гагаузька | циганська |
| ------------------- | ---------- | ---------- | ---------- | --------- | --------- | --------- |
| Ізмаїльський район  | 26,3       | 26,2       | 24,9       | 21,6      | 0,3       | 0,3       |
| смт Суворове        | 7,9        | 3,6        | 71,0       | 15,5      | 0,5       | 1,0       |
| с. Багате           | 5,0        | 11,0       | 74,9       | 8,3       | 0,3       |           |
| с. Броска           | 76,8       | 2,6        | 2,3        | 17,2      | 0,1       | 0,2       |
| с. Каланчак         | 2,5        | 0,2        | 74,8       | 22,4      |           |           |
| с. Новокаланчак     | 0,4        | 1,1        | 89,1       | 9,4       |           |           |
| с. Кам'янка         | 7,5        | 2,0        | 75,5       | 13,8      | 0,9       |           |
| с. Новокам'янка     | 3,5        | 2,6        | 77,6       | 11,2      | 0,9       |           |
| с. Комишівка        | 1,4        | 94,5       | 0,3        | 3,4       | 0,1       |           |
| с. Кирнички         | 4,3        | 2,2        | 88,5       | 4,5       | 0,4       |           |
| с. Кислиця          | 91,6       | 1,5        | 1,3        | 5,2       | 0,3       |           |
| с. Ларжанка         | 44,6       | 4,5        | 0,5        | 49,9      | 0,1       |           |
| с. Лощинівка        | 6,0        | 3,3        | 61,6       | 27,0      | 0,4       | 0,5       |
| с. Матроська        | 83,4       | 2,0        | 1,4        | 12,4      | 0,1       |           |
| с. Муравлівка       | 2,9        | 2,0        | 0,5        | 94,2      | 0,3       | 0,2       |
| с. Нова Некрасівка  | 4,2        | 0,6        | 0,1        | 95,1      |           |           |
| с. Нова Покровка    | 0,2        | 76,6       | 3,4        | 19,0      | 0,2       |           |
| с. Озерне           | 0,8        | 95,5       | 0,5        | 1,3       | 0,2       | 1,3       |
| с. Новоозерне       | 1,6        | 22,3       | 11,2       | 62,2      | 1,1       |           |
| с. Першотравневе    | 90,3       | 2,6        | 2,2        | 3,3       | 0,2       |           |
| с. Саф'яни          | 82,8       | 1,7        | 2,8        | 11,9      | 0,1       | 0,6       |
| с. Стара Некрасівка | 5,2        | 2,0        | 1,4        | 91,1      | 0,1       |           |
| с. Дунайське        | 8,4        | 2,1        | 1,5        | 86,8      | 0,3       | 0,6       |
| с. Утконосівка      | 3,0        | 90,6       | 2,0        | 3,3       | 0,3       | 0,2       |

## Соціальна сфера

### Освіта
У районі функціонувало 19 державних навчально-виховних закладів, крім того діяла школа-інтернат (с. Утконосівка) і профтехучилище (смт. Суворове). У 14 будинках культури і 7 сільських клубах, 25 бібліотеках працювало десятки спеціалістів культурно-просвітницької роботи, діяли творчі самодіяльні колективи, виконавча майстерність яких була широко відома не тільки в Україні, а й за її межами. 29 колективів носили почесне звання «Народний».
Колектив фізкультури Ізмаїльського району, який взяв участь в обласних сільських спортивних іграх 2008 року, посів 2-е місце з 26 районів Одеської області.

### Медицина
У складі мережі медзакладів діяло дві бази Центральної районної лікарні, інфекційна та шкірно-венерологічна лікарні на території міста Ізмаїл, Кам'янська районна, Суворівська селищна та Кислицька сільська лікарні. В інших селах функціонували лікарські амбулаторії загальної практики сімейної медицини.

## Політика
25 травня 2014 року відбулися Президентські вибори України. У межах Ізмаїльського району було створено 99 виборчих дільниць. Явка на виборах складала — 38,69 % (проголосували 15 277 із 39 468 виборців). Найбільшу кількість голосів отримав Петро Порошенко — 36,11 % (5 517 виборців); Сергій Тігіпко — 20,31 % (3 103 виборців), Юлія Тимошенко — 10,40 % (1 589 виборців), Михайло Добкін — 7,08 % (1 082 виборців), Вадим Рабінович — 5,87 % (897 виборців). Решта кандидатів набрали меншу кількість голосів. Кількість недійсних або зіпсованих бюлетенів — 3,64 %.